# Charlotte Jolles

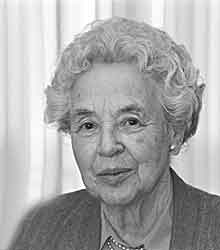
Charlotte Jolles (1995)

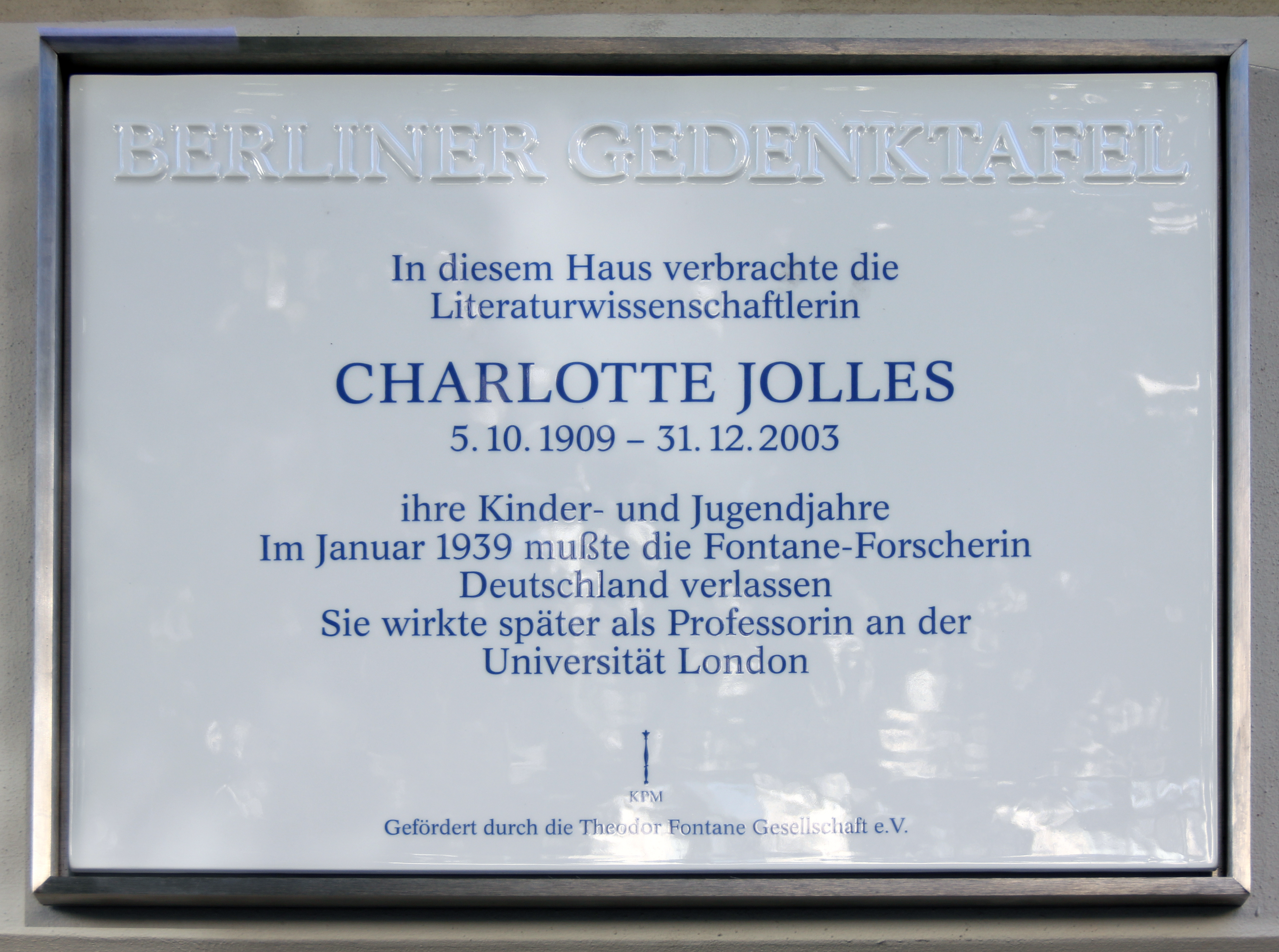
Berliner Gedenktafel am Haus, Großbeerenstraße 82, in Berlin-Kreuzberg

Charlotte Alice Bertha Eva Jolles (* 5. Oktober 1909 in Berlin; † 31. Dezember 2003 in London) war eine deutsch-britische Literaturwissenschaftlerin, Fontaneforscherin und -herausgeberin.

## Leben
Charlotte Jolles war die Tochter eines jüdischen Bauingenieurs. Sie begann im Sommersemester 1929 an der Friedrich-Wilhelms-Universität zu Berlin Germanistik, Geschichte, Pädagogik und Philosophie zu studieren. Nach Beginn ihres Studiums hatte sie sehr bald Interesse am antinationalistischen Flügel der deutschen Jugendbewegung mit Verbindungen zu internationalen pazifistischen Organisationen gefunden. Zusammen mit diesen Jugendgruppen bereiste sie auch das Land rings um Berlin – die Mark, das Fontane in vielen seiner Romane und in seinen Wanderungen beschreibt.
Im Sommersemester 1931 nahm Jolles am Oberseminar Julius Petersens zum Berliner Roman des 19. und 20. Jahrhunderts teil.  Er schlug ihr als Promotionsthema eine Spezialuntersuchung zu Fontane vor. Im Sommersemester 1932 begann sie mit der Durchsicht der Akten, Manuskripte, Korrespondenzen sowie Zeitungen und Zeitschriften, für die Fontane tätig gewesen war. Sie konnte dazu noch die große Zeitungssammlung der Reichstagsbibliothek nutzen, bevor die Nationalsozialisten das Gebäude in Brand steckten. Nach ausgiebigen Studien war die Arbeit zum Jahreswechsel 1935/36 fertiggestellt, ein Auszug daraus wurde 1936 veröffentlicht. Nur ein einziges maschinenschriftliches Exemplar ihrer Dissertation scheint erhalten geblieben zu sein. Es befindet sich in der Universitätsbibliothek der heutigen Humboldt-Universität. Erst auf Anregung und unter der Textredaktion Gotthard Erlers, der Jolles anlässlich des 150. Geburtstages von Fontane 1969 in Potsdam kennenlernte, konnte die Dissertation 46 Jahre später erstmals vollständig veröffentlicht werden. Nach Prüfungen über Mittelalter, Geschichte und moderne Literatur am 13. Februar 1937 sollte ihr am 17. Februar die Promotionsurkunde feierlich überreicht werden. Diesem Akt blieb sie wegen der zu erwartenden Demütigungen fern.
Die Krankheit ihres Vaters hinderte sie daran, Deutschland zu verlassen. Nach seinem Tod im Jahr 1938 flog sie im Januar 1939 mit einem Besuchsvisum über Amsterdam nach London. Sie hatte nur 10 Reichsmark und eine Reiseschreibmaschine mitgenommen. Kathleen Freeman lud Charlotte Jolles zur Mitarbeit in ihrem Heim für deutsche, österreichische und tschechische Flüchtlingskinder ein, das sie in ihrem Landhaus in Watford betrieb. Nach dem Krieg wurde sie britische Staatsbürgerin. Dort nahm sie erneut ein Studium auf, das sie 1947 mit ihrer Arbeit Theodor Fontane and England. A critical study in Anglo-German literary relations in the nineteenth century. als Master of Arts abschloss.
Daneben unterrichtete sie Deutsch an der Grammar School for Girls in Watford. Ab 1948 arbeitete sie hauptamtlich im Schuldienst. 1955 konnte sie die Universitätslaufbahn am Birkbeck College der University of London wieder aufnehmen und zog deshalb 1958 nach London. Dort durchlief sie die britische akademische Hierarchie, wurde Lecturer, Senior Lecturer, Reader und schließlich 1974 Professor. Im Jahr 1977 wurde sie emeritiert.
Charlotte Jolles wurde mit zahlreichen Editionen und Aufsätzen über Fontane bekannt; „er war der Hauptheld ihres Lebens“ (Gotthard Erler). Nie hat sie wirklich akzeptiert, dass Deutschland durch den Kalten Krieg geteilt worden war. Sie arbeitete an und über Fontane in beiden deutschen Staaten. So verbrachte sie viel Zeit in der DDR im Theodor-Fontane-Archiv in Potsdam. Jolles besorgte die Bände 17 (Aus England und Schottland, 1963) und 19 (Politik und Geschichte, 1969) der Fontane-Ausgabe der Nymphenburger Verlagshandlung München und vollendete nach dem Tod von Kurt Schreinert die vierbändige Fontane-Briefausgabe des Berliner Propyläen Verlags (1968–1971).

## Ehrungen
Auf Antrag der Sektion Germanistik wurde Charlotte Jolles 1987 die Ehrendoktorwürde der Berliner Humboldt-Universität verliehen, jener Universität, an deren Promotionsfeier sie 1937 nicht teilnehmen konnte.
1990 wurde Jolles Ehrenpräsidentin der Theodor Fontane Gesellschaft Potsdam und leitete den Fontane-Kreis Großbritannien. 1994 wurde ihr das Bundesverdienstkreuz I. Klasse verliehen. 1998 erhielt sie den Fontane-Literaturpreis der Stadt Neuruppin.
Auch Günter Grass hat Charlotte Jolles 1995 in seinem Fontane-Roman Ein weites Feld erwähnt, er nannte sie die „Miss Marple der Fontane-Forschung“.
Am 21. September 2014 wurde an ihrem ehemaligen Wohnhaus, Berlin-Kreuzberg, Großbeerenstraße 82, eine Berliner Gedenktafel enthüllt.

## Werke
- Einsame Menschen. Hauptmann. Nelson and Sons, London u. Edinburgh 1962
- Theodor Fontane. Metzler, Stuttgart 1972. (Sammlung Metzler, Bd. 114, Abt. D). – 4., überarbeitete u. erweiterte Auflage 1993, ISBN 3-476-14114-4
- Fontane und die Politik. Ein Beitrag zur Wesensbestimmung Theodor Fontanes. Textredaktion und Nachwort Gotthard Erler. Aufbau, Berlin 1988, ISBN 3-351-01266-7
- Ein Leben für Theodor Fontane. Gesammelte Aufsätze und Schriften aus sechs Jahrzehnten. Reihe: Fontaneana, 8. Hg. Gotthard Erler, Mitarb. Helen Chambers, Theodor Fontane Gesellschaft. Königshausen & Neumann, Würzburg 2010, ISBN 978-3-8260-4252-2; darin Vorwort des Hrsg.: Charlotte Jolles. Ein Leben für Theodor Fontane, S. 9–24.